# Дагюр Бергтоурюсон Эггертссон
Дагюр Бергтоурюсон Эггертссон (исл. Dagur Bergþóruson Eggertsson; род. 19 июня 1972, Рейкьявик) — исландский политический деятель. Бывший заместитель председателя партии «Социал-демократический альянс» (2009—2013). Бывший мэр Рейкьявика (2007—2008 и 2014—2024). Депутат альтинга с 2024 года.

## Биография
Родился 19 июня 1972 года в Осло, столице Норвегии. Сын биохимика Бергтоуры Йоунсдоуттир (Bergþóra Jónsdóttir; род. 21 мая 1950) и ветеринара Эггерта Гюннарссона (Eggert Gunnarsson; род. 2 января 1949). 
Он вырос в районе Аурбайр в Рейкьявике.
В 1992 году окончил Рейкьявикскую среднюю школу второй ступени (MR).
В 1999 году сдал государственный экзамен по медицине в Исландском университете (HÍ). В 2005 году получил степень магистра в области прав человека и международного права Лундского университета в Швеции.
В студенческие годы, в 1994—1995 годах был председателем студенческого совета Исландского университета (SHÍ), в 1995—1996 годах — управляющим Студенческого инновационного фонда (Nýsköpunarsjóður námsmanna). В 1995—1998 годах Дагюр работал журналистом и научным корреспондентом на радиостанции Rás 1 Национального радио (RÚV). 
После окончания университета, с 2000 по 2001 год Дагюр работал помощником врача в университетской больнице Ландспитали. В 2001 году работал врачом в поликлинике в Исафьордюре. В 2000—2004 годах — врач отделения неотложной помощи и врач инфекционного отделения в Ландспитали.
Он является автором трёхтомной биографии бывшего премьер-министра Стейнгримюра Херманнссона, опубликованной в 1998, 1999 и 2000 годах.
В 2005—2007 годах он читал лекции по общественному здравоохранению в Университете Рейкьявика.

## Политическая карьера
Впервые Дагюр был избран в городской совет Рейкьявика в мае 2002 года в качестве независимого кандидата от четырёхпартийной коалиции «Список Рейкьявика» Reykjavíkurlistinn. В 2004—2006 годах был председателем совета по городскому планированию.
В 2006—2025 годах — председатель группы «Социал-демократического альянса» в городском совете Рейкьявика.
16 октября 2007 года Дагур избран мэром Рейкьявика, но был вскоре, в январе 2008 года смещён с этой должности, когда один из его сторонников в городском совете Рейкьявика, Оулавюр Фридрик Магнуссон, перешёл на другую сторону и сформировал новую коалицию большинства с оппозиционной партией, став мэром.
В 2009—2013 годах Дагюр был заместителем председателя «Социал-демократического альянса».
В 2010—2014 годах Дагюр формировал коалицию большинства с политической силой мэра Рейкьявика Йона Гнарра «Лучшая партия» и был председателем исполнительного совета Рейкьявика.
На муниципальных выборах 31 мая 2014 года Дагюр был ведущим кандидатом «Социал-демократического альянса» в Рейкьявике. Партия получила наибольшее количество голосов в городском совете. 16 июня 2014 года Дагюр стал мэром Рейкьявика. Занимал пост до 16 января 2024 года.
С 16 января 2024 года до января 2025 года был председателем исполнительного совета Рейкьявика.
По результатам парламентских выборов 2024 года избран депутатом альтинга от «Социал-демократического альянса» в избирательном округе Рейкьявик-Север. Является председателем исландской делегации в Парламентской ассамблее НАТО.

## Личная жизнь
Дагур женат на Адне Дёгг Эйнарсдоуттир (Arna Dögg Einarsdóttir; род. 18 апреля 1975), главном враче отделения паллиативной медицинской помощи университетской больницы Ландспитали. У них четверо детей: Рагнхейдюр Хюльда (Ragnheiður Hulda; род. 2004), Стейнар Гёйти (Steinar Gauti; род. 2005), Эггерт (Eggert; род. 2009) и Моуэйдюр Móeiður; род. 2011).